# Heike Bühler
Heike Bühler, auch Heike Ströle-Bühler, (* 3. November 1963 in München) ist eine deutsche Historikerin und Autorin. Sie arbeitete als Pressereferentin und war Professorin für Public Relations an der Hochschule Pforzheim.

## Leben
Heike Bühler studierte Germanistik und Geschichte in München und Tübingen mit einem Masterabschluss. Bei der Schwäbischen Zeitung bildete sie sich zur Redakteurin aus und war als Journalistin u. a. für die Wochenzeitung Die Zeit tätig. Sie veröffentlichte 1991 eine Studie über den Antisemitismus der Burschenschaftlichen Blätter von 1918 bis 1933, in der sie die Radikalisierungsschübe detailliert nachzeichnete: vom satzungsmäßigen Ausschluss von Juden aus den Burschenschaften, dem Heiratsverbot mit jüdischen Frauen bis zu einem völligen Ausschluss von Juden aus dem geselligen Leben.
Von 1991 bis 2000 war sie im Staatsministerium und im Wirtschaftsministerium Baden-Württemberg Referentin für Presse- und Öffentlichkeitsarbeit und Pressesprecherin von Klaus von Trotha.
Ab 1993 wirkte sie an verschiedenen Hochschulen und Weiterbildungseinrichtungen als Lehrbeauftragte für PR. Von 2000 bis 2011 war sie Professorin für Public Relations an der Fakultät für Wirtschaft und Recht der Hochschule Pforzheim. Als ihre Forschungsinteressen und Kompetenzfelder gab sie Theorie und Praxis des Journalismus, Krisen-PR und Issues Management sowie PR-Konzeptionstechnik an. In einer 2007 veröffentlichten repräsentativen Studie untersuchte sie zusammen mit Gabriele Naderer, Robertine Koch und Carmen Schuster, wie die Presse- und Marketingstellen von Hochschulen auf große Herausforderungen wie u. a. Internationalisierung reagieren.

## Mitgliedschaften
- ab 2002: Deutsche Akademie für Public Relations (DAPR)[4]
- ab 2008: Prüfungs- und Zertifizierungsorganisation der deutschen Kommunikationswirtschaft (PZOK)[4]

## Schriften
- Studentischer Antisemitismus in der Weimarer Republik. Eine Analyse der burschenschaftlichen Blätter 1918 bis 1933. (=Europäische Hochschulschriften), Peter Lang Verlag, Frankfurt a. M. 1991, ISBN 978-3-631-43964-7.
- Das Restitutionsedikt von 1629 im Spannungsfeld zwischen Augsburger Religionsfrieden 1555 und dem Westfälischen Frieden 1648. Roderer Verlag, Regensburg 1991, ISBN 978-3-89073-541-2.
- Krisenmanagement für Unternehmen durch Public Relations. Roderer, Regensburg 2000, ISBN 978-3-89783-097-4.
- Krisen-PR für Unternehmen. Neue Perspektiven. In: Uwe Kamenz (Hrsg.): Applied Marketing. Anwendungsorientierte Marketingwissenschaft der deutschen Fachhochschulen, Springer, Berlin/Heidelberg 2003, ISBN 978-3-540-01252-8, S. 609–634.
- mit Gabriele Naderer, Robertine Koch, Carmen Schuster: Hochschul-PR in Deutschland. Ziele, Strategien und Perspektiven. Dt. Univ.-Verl., Wiesbaden 2007, ISBN 978-3-8350-6055-5.
- mit Uta-Micaela Dürig: Tradition kommunizieren. Das Handbuch der heritage communication: Wie Unternehmen ihre Wurzeln und Werte professionell vermitteln. Frankfurter Allgemeine Buch, 2008, ISBN 978-3-89981-165-0.

## Belege
1. ↑  Co-Autoren: Heike Bühler, in: Uwe Kamenz (Hrsg.): Applied Marketing. Anwendungsorientierte Marketingwissenschaft der deutschen Fachhochschulen. Springer VS, Berlin/Heidelberg 2013, ISBN 3-540-01252-4.
2. ↑  Dieter Heither: Von Freiheit, Ehre, Vaterland, in: Werkstattgeschichte, Heft 3/1922, pdf zum Download S. 64–65
3. ↑  Review von Notker Hammerstein, in: Historische Zeitschrift, Bd. 259, H. 2/Oktober 1994, S. 553–554
4. 1 2 3 4  Prof. Heike Bühler, Kommunikationskongress 2013 (archivierte Kopie) (Memento vom 14. März 2013 im Internet Archive)
5. ↑  Christian Füller: Universität Heidelberg plündert Sondertopf, taz, 271. Mai 1993
6. 1 2  Prof. Heike Bühler - Allgemeine Informationen (archivierte Kopie) (Memento vom 31. Oktober 2015 im Webarchiv archive.today)
7. ↑  Hochschul-PR. "Strategie fehlt". Interview von Stefan Kesselhut mit Heike Bühler, Zeit Online, 28. November 2007

| Personendaten    | Personendaten                                                  |
| ---------------- | -------------------------------------------------------------- |
| NAME             | Bühler, Heike                                                  |
| ALTERNATIVNAMEN  | Ströle-Bühler, Heike (vollständiger Name)                      |
| KURZBESCHREIBUNG | deutsche Historikerin und Hochschullehrerin (Public Relations) |
| GEBURTSDATUM     | 3. November 1963                                               |
| GEBURTSORT       | München                                                        |